# 花山院経雅
花山院 経雅（かさんのいん つねまさ）は、鎌倉時代前期の貴族。右大臣・花山院忠経の子。官位は正五位下・左近衛少将。

## 経歴
建暦2年12月（1213年1月）に兄・忠頼が夭折すると、父・忠経の嫡男となり大切に養われるが、嘉禄元年（1225年）5月14日、父に先立って早世した。最終官位は正五位下左近衛少将。